# Llista de monuments de Vic (nucli)
Llista de monuments de Vic inclosos en l'Inventari del Patrimoni Arquitectònic Català pel nucli antic de Vic (Osona) comprès al voltant de les Rambles i catalogat com a conjunt arquitectònic. Inclou els inscrits en el Registre de Béns Culturals d'Interès Nacional (BCIN) amb la classificació de monuments històrics, els Béns Culturals d'Interès Local (BCIL) de caràcter immoble i la resta de béns arquitectònics integrants del patrimoni cultural català.
| Monument                                                              | Protecció    | Estil/època                                                 | Localització                                                    | Coordenades                                          | Codi?         | Imatge |
| --------------------------------------------------------------------- | ------------ | ----------------------------------------------------------- | --------------------------------------------------------------- | ---------------------------------------------------- | ------------- | --- |
| Temple romà                                                           | BCIN 231-MH  | Romà                                                        | Vic C. Pare Xifré - pl. de la Pietat                            | 41° 55′ 45″ N, 2° 15′ 24″ E / 41.929194°N,2.256767°E | RI-51-0000448 | Temple romà (Vic) · Vegeu més fotos d'aquest monument · Carregueu una nova foto d'aquest monument                                                        |
| Catedral de Sant Pere                                                 | BCIN 237-MH  | Romànic, neoclassicisme XI, XVIII-XIX                       | Vic Pl. de la Catedral                                          | 41° 55′ 41″ N, 2° 15′ 20″ E / 41.928186°N,2.255545°E | RI-51-0000432 | Catedral de Sant Pere (Vic) · Vegeu més fotos d'aquest monument · Carregueu una nova foto d'aquest monument                                              |
| Castell dels Montcada, Palau dels Montcada                            | BCIN 1436-MH | Romànic XI-XII                                              | Vic C. Pare Xifré - pl. Pietat                                  | 41° 55′ 46″ N, 2° 15′ 25″ E / 41.929326°N,2.256918°E | RI-51-0005760 | Castell dels Montcada (Vic) · Vegeu més fotos d'aquest monument · Carregueu una nova foto d'aquest monument                                              |
| Muralles de Vic                                                       | BCIN 1437-MH | XIV                                                         | Vic                                                             | 41° 55′ 43″ N, 2° 15′ 27″ E / 41.928618°N,2.257369°E | RI-51-0005761 | Muralles de Vic · Vegeu més fotos d'aquest monument · Carregueu una nova foto d'aquest monument                                                          |
| Nucli antic de Vic                                                    |              | Gòtic, barroc Medieval                                      | Vic Envoltat per les Rambles                                    | 41° 55′ 43″ N, 2° 15′ 20″ E / 41.92849°N,2.25543°E   | IPA-486       | Nucli antic de Vic · Vegeu més fotos d'aquest monument · Carregueu una nova foto d'aquest monument                                                       |
| Casa Bojons o Balmes                                                  |              | Barroc XV, XVIII Final                                      | Vic Pl. Miquel de Clariana                                      | 41° 55′ 45″ N, 2° 15′ 27″ E / 41.92904°N,2.25762°E   | IPA-492       | Casa Balmes (Vic) · Vegeu més fotos d'aquest monument · Carregueu una nova foto d'aquest monument                                                        |
| Plaça de la Catedral                                                  |              | Obra popular XIX Inici                                      | Vic Pl. de la Catedral                                          | 41° 55′ 42″ N, 2° 15′ 18″ E / 41.928247°N,2.254969°E | IPA-6807      | Plaça de la Catedral (Vic) · Vegeu més fotos d'aquest monument · Carregueu una nova foto d'aquest monument                                               |
| Casa Vilà                                                             | BCIL 2011    | Modernisme XX Inici                                         | Vic Rbla. Davallades - c. Verdaguer                             | 41° 55′ 50″ N, 2° 15′ 12″ E / 41.930525°N,2.253257°E | IPA-24527     | Casa Vilà (Vic) · Vegeu més fotos d'aquest monument · Carregueu una nova foto d'aquest monument                                                          |
| Casa Domènech, Can Serrallonga                                        | BCIL 2010    | Modernisme XX                                               | Vic Pl. Canonge Collell, 6 - pl. Paradís                        | 41° 55′ 47″ N, 2° 15′ 22″ E / 41.929792°N,2.256006°E | IPA-24537     | Casa Domènech (Vic) · Vegeu més fotos d'aquest monument · Carregueu una nova foto d'aquest monument                                                      |
| Església de Sant Antoni Maria Claret                                  | BCIL 2011    | Monumentalisme academicista XX                              | Vic C. Sant Antoni M. Claret                                    | 41° 55′ 39″ N, 2° 15′ 13″ E / 41.927546°N,2.253599°E | IPA-24599     | Església de Sant Antoni Maria Claret (Vic) · Vegeu més fotos d'aquest monument · Carregueu una nova foto d'aquest monument                               |
| Església de Sant Just                                                 | BCIL 2011    | Gòtic XVI                                                   | Vic C. Sant Just                                                | 41° 55′ 45″ N, 2° 15′ 14″ E / 41.929128°N,2.253762°E | IPA-24607     | Església de Sant Just (Vic) · Vegeu més fotos d'aquest monument · Carregueu una nova foto d'aquest monument                                              |
| Església de Sant Miquel dels Sants                                    | BCIL 2011    | Barroc XVII                                                 | Vic C. Sant Miquel, 9                                           | 41° 55′ 46″ N, 2° 15′ 16″ E / 41.929329°N,2.254489°E | IPA-24610     | Església de Sant Miquel dels Sants (Vic) · Vegeu més fotos d'aquest monument · Carregueu una nova foto d'aquest monument                                 |
| Casa Comella, o Can Mastrot                                           | BCIL 2011    | Modernisme XIX Final                                        | Vic C. Verdaguer, 1                                             | 41° 55′ 49″ N, 2° 15′ 11″ E / 41.930286°N,2.253184°E | IPA-24636     | Casa Comella (Vic) · Vegeu més fotos d'aquest monument · Carregueu una nova foto d'aquest monument                                                       |
| L'Albergueria                                                         |              | Romànic XI, XVI                                             | Vic C. de l'Albergueria                                         | 41° 55′ 40″ N, 2° 15′ 21″ E / 41.927813°N,2.255818°E | IPA-24714     | L'Albergueria (Vic) · Vegeu més fotos d'aquest monument · Carregueu una nova foto d'aquest monument                                                      |
| Casa Parrella                                                         | BCIL 2011    | Barroc XX Final                                             | Vic C. de Dues Soles, 8                                         | 41° 55′ 46″ N, 2° 15′ 30″ E / 41.929339°N,2.258210°E | IPA-24720     | Casa Parrella (Vic) · Vegeu més fotos d'aquest monument · Carregueu una nova foto d'aquest monument                                                      |
| Edifici de la Llotja                                                  | BCIL 2011    | Gòtic, barroc XIII                                          | Vic Pl. Sant Felip - c. de la Ciutat                            | 41° 55′ 47″ N, 2° 15′ 19″ E / 41.929815°N,2.255225°E | IPA-24721     | Edifici de la Llotja (Vic) · Vegeu més fotos d'aquest monument · Carregueu una nova foto d'aquest monument                                               |
| Església de la Pietat                                                 | BCIL 2011    | Barroc XVII                                                 | Vic C. Sant Sadurní                                             | 41° 55′ 45″ N, 2° 15′ 24″ E / 41.929200°N,2.256541°E | IPA-24724     | Església de la Pietat (Vic) · Vegeu més fotos d'aquest monument · Carregueu una nova foto d'aquest monument                                              |
| Casa Prat                                                             | BCIL 2011    | Barroc XVIII                                                | Vic C. de Dues Soles, 6                                         | 41° 55′ 46″ N, 2° 15′ 29″ E / 41.929311°N,2.258017°E | IPA-24728     | Casa Prat (Vic) · Vegeu més fotos d'aquest monument · Carregueu una nova foto d'aquest monument                                                          |
| Conjunt de cases de la ciutat                                         | BCIL 2011    | Gòtic, barroc XVII                                          | Vic Pl. del Pes, pl. Major i c. de la Ciutat                    | 41° 55′ 48″ N, 2° 15′ 19″ E / 41.929961°N,2.255139°E | IPA-24729     | Conjunt de cases de la ciutat (Vic) · Vegeu més fotos d'aquest monument · Carregueu una nova foto d'aquest monument                                      |
| Casa Plantalamor                                                      | BCIL 2011    | Romànic, renaixement XVII, XX                               | Vic C. de Dues Soles, 4                                         | 41° 55′ 45″ N, 2° 15′ 28″ E / 41.929294°N,2.257872°E | IPA-24730     | Casa Plantalamor (Vic) · Vegeu més fotos d'aquest monument · Carregueu una nova foto d'aquest monument                                                   |
| Casa Clariana                                                         | BCIL 2011    | Barroc, gòtic XVII                                          | Vic Pl. Miquel de Clariana, 1 - c. Dues Soles, 3                | 41° 55′ 46″ N, 2° 15′ 27″ E / 41.929382°N,2.257564°E | IPA-24732     | Casa Clariana (Vic) · Vegeu més fotos d'aquest monument · Carregueu una nova foto d'aquest monument                                                      |
| Carrer de l'Albergueria                                               | BCIL 2011    | Obra popular XI                                             | Vic C. de l'Albergueria                                         | 41° 55′ 41″ N, 2° 15′ 22″ E / 41.927958°N,2.256019°E | IPA-24733     | Carrer de l'Albergueria (Vic) · Vegeu més fotos d'aquest monument · Carregueu una nova foto d'aquest monument                                            |
| Casa Galadies                                                         | BCIL 2011    | Renaixement XVI, XIX                                        | Vic C. de la Riera, 22                                          | 41° 55′ 44″ N, 2° 15′ 12″ E / 41.928959°N,2.253299°E | IPA-24736     | Casa Galadies (Vic) · Vegeu més fotos d'aquest monument · Carregueu una nova foto d'aquest monument                                                      |
| Casa Cortada                                                          | BCIL 2011    | Barroc, eclecticisme XVII, XIX                              | Vic C. de la Ciutat, 4                                          | 41° 55′ 47″ N, 2° 15′ 16″ E / 41.929849°N,2.254477°E | IPA-24737     | Casa Cortada (Vic) · Vegeu més fotos d'aquest monument · Carregueu una nova foto d'aquest monument                                                       |
| Palau Episcopal                                                       | BCIL 2011    | Barroc, neoclassicisme XVII, XIX Inici                      | Vic C. de Santa Maria                                           | 41° 55′ 39″ N, 2° 15′ 18″ E / 41.927627°N,2.254913°E | IPA-24738     | Palau Episcopal de Vic · Vegeu més fotos d'aquest monument · Carregueu una nova foto d'aquest monument                                                   |
| Casal Rectoral de la Casa de la Pietat                                | BCIL 2011    | Barroc XVII                                                 | Vic C. Sant Sadurní, 3                                          | 41° 55′ 45″ N, 2° 15′ 23″ E / 41.929303°N,2.256431°E | IPA-24743     | Casal Rectoral de la Casa de la Pietat (Vic) · Vegeu més fotos d'aquest monument · Carregueu una nova foto d'aquest monument                             |
| Església Convent de Sant Felip                                        | BCIL 2011    | Barroc XVIII                                                | Vic Pl. de Sant Felip, 5                                        | 41° 55′ 46″ N, 2° 15′ 20″ E / 41.929445°N,2.255636°E | IPA-36337     | Església Convent de Sant Felip (Vic) · Vegeu més fotos d'aquest monument · Carregueu una nova foto d'aquest monument                                     |
| Església i Convent de les Sagramentàries                              | BCIL 2011    | Eclecticisme XIX, XX                                        | Vic C. Corretgers, 8 - c. de l'Escola - c. Sant Miquel Arcàngel | 41° 55′ 44″ N, 2° 15′ 21″ E / 41.928970°N,2.255933°E | IPA-36338     | Església i Convent de les Sagramentàries (Vic) · Vegeu més fotos d'aquest monument · Carregueu una nova foto d'aquest monument                           |
| Església i Convent de Santa Caterina                                  | BCIL 2011    | XIX, XX                                                     | Vic C. Ramada, c. Sant Antoni M. Claret, pl. de la Catedral     | 41° 55′ 41″ N, 2° 15′ 17″ E / 41.928129°N,2.254622°E | IPA-36339     | Església i Convent de Santa Caterina (Vic) · Vegeu més fotos d'aquest monument · Carregueu una nova foto d'aquest monument                               |
| Antic Seminari Diocesà                                                | BCIL 2011    |                                                             | Vic C. Sant Just - c. Sant Miquel dels Sants                    | 41° 55′ 45″ N, 2° 15′ 14″ E / 41.929113°N,2.253919°E | IPA-36340     | Antic Seminari Diocesà (Vic) · Vegeu més fotos d'aquest monument · Carregueu una nova foto d'aquest monument                                             |
| Museu Episcopal de Vic                                                | BCIL 2011    | Darreres tendències XX                                      | Vic Pl. del Bisbe Oliba, 3                                      | 41° 55′ 43″ N, 2° 15′ 20″ E / 41.928589°N,2.255688°E | IPA-36341     | Museu Episcopal (Vic) · Vegeu més fotos d'aquest monument · Carregueu una nova foto d'aquest monument                                                    |
| Convent del Pare Claret, Convent de la Mercè, o Missioners Claretians | BCIL 2011    | Noucentisme Josep Maria Pericas XX Inici                    | Vic C. Sant Antoni Maria Claret, 8                              | 41° 55′ 40″ N, 2° 15′ 14″ E / 41.927898°N,2.253803°E | IPA-36342     | Convent del Pare Claret (Vic) · Vegeu més fotos d'aquest monument · Carregueu una nova foto d'aquest monument                                            |
| Església i Convent de Santa Clara                                     | BCIL 2011    | XIV, XIX-XX                                                 | Vic Pl. de Malla, 1                                             | 41° 55′ 43″ N, 2° 15′ 24″ E / 41.928558°N,2.256636°E | IPA-36343     | Església i Convent de Santa Clara (Vic) · Vegeu més fotos d'aquest monument · Carregueu una nova foto d'aquest monument                                  |
| Casa Bell-lloc                                                        | BCIL 2011    | XVIII                                                       | Vic Pl. de la Pietat, 5                                         | 41° 55′ 44″ N, 2° 15′ 24″ E / 41.928908°N,2.256554°E | IPA-36347     | Casa Bell-lloc (Vic) · Vegeu més fotos d'aquest monument · Carregueu una nova foto d'aquest monument                                                     |
| Casa del Veguer Sala i Saçala                                         | BCIL 2011    | Gòtic, barroc XV-XVIII                                      | Vic C. dels Corretgers, 1-3                                     | 41° 55′ 45″ N, 2° 15′ 22″ E / 41.929151°N,2.256009°E | IPA-36348     | Casa del Veguer Sala i Saçala (Vic) · Vegeu més fotos d'aquest monument · Carregueu una nova foto d'aquest monument                                      |
| Casa Estrada Vilarrasa                                                | BCIL 2011    | Barroc XVII-XVIII, XIX                                      | Vic C. de la Ramada, 19 - c. de les Basses                      | 41° 55′ 42″ N, 2° 15′ 13″ E / 41.928341°N,2.253623°E | IPA-36349     | Casa Estrada Vilarrasa (Vic) · Vegeu més fotos d'aquest monument · Carregueu una nova foto d'aquest monument                                             |
| Casa Besalú, Casa Carcer                                              | BCIL 2011    | Renaixement, eclecticisme XV-XVI, XIX, XX                   | Vic Pl. Major, 41                                               | 41° 55′ 49″ N, 2° 15′ 17″ E / 41.930184°N,2.254811°E | IPA-36350     | Casa Besalú (Vic) · Vegeu més fotos d'aquest monument · Carregueu una nova foto d'aquest monument                                                        |
| Casa Beuló                                                            | BCIL 2011    | Gòtic, barroc XIV, XVIII                                    | Vic Pl. Major, 37                                               | 41° 55′ 50″ N, 2° 15′ 17″ E / 41.930449°N,2.254845°E | IPA-36351     | Casa Beuló (Vic) · Vegeu més fotos d'aquest monument · Carregueu una nova foto d'aquest monument                                                         |
| Casa Moixó                                                            | BCIL 2011    | Renaixement, barroc, eclecticisme XVI, XVII, XX             | Vic Pl. Major, 19                                               | 41° 55′ 51″ N, 2° 15′ 15″ E / 41.930884°N,2.254126°E | IPA-36352     | Casa Moixó (Vic) · Vegeu més fotos d'aquest monument · Carregueu una nova foto d'aquest monument                                                         |
| Casa Bach o Tolosa                                                    | BCIL 2011    | Barroc XVIII, XX                                            | Vic Pl. Major, 14                                               | 41° 55′ 50″ N, 2° 15′ 14″ E / 41.930642°N,2.253846°E | IPA-36353     | Casa Bach (Vic) · Vegeu més fotos d'aquest monument · Carregueu una nova foto d'aquest monument                                                          |
| Casa Andreu Febrer                                                    | BCIL 2011    | Barroc XVII, XVIII, XIX                                     | Vic C. Sant Miquel dels Sants, 1                                | 41° 55′ 47″ N, 2° 15′ 16″ E / 41.929722°N,2.254558°E | IPA-36354     | Casa Andreu Febrer (Vic) · Vegeu més fotos d'aquest monument · Carregueu una nova foto d'aquest monument                                                 |
| Casa Caçador o Rocafiguera                                            | BCIL 2011    | Barroc, eclecticisme XVIII, XIX                             | Vic C. Caçador, 1                                               | 41° 55′ 47″ N, 2° 15′ 13″ E / 41.929798°N,2.253506°E | IPA-36355     | Casa Caçador (Vic) · Vegeu més fotos d'aquest monument · Carregueu una nova foto d'aquest monument                                                       |
| Casa Bassols o Fontcoberta                                            | BCIL 2011    | Romànic, gòtic, barroc XIX-XX                               | Vic C. de la Riera, 25                                          | 41° 55′ 44″ N, 2° 15′ 12″ E / 41.928842°N,2.253384°E | IPA-36356     | Casa Bassols (Vic) · Vegeu més fotos d'aquest monument · Carregueu una nova foto d'aquest monument                                                       |
| Casa Ylla-Català                                                      | BCIL 2011    | Eclecticisme                                                | Vic C. de l'Escola, 8                                           | 41° 55′ 45″ N, 2° 15′ 19″ E / 41.929177°N,2.255227°E | IPA-36357     | Casa Ylla-Català (Vic) · Vegeu més fotos d'aquest monument · Carregueu una nova foto d'aquest monument                                                   |
| Edifici d'habitatges al carrer Bisbe Caçador, 2                       | BCIL 2010    | Eclecticisme                                                | Vic C. Caçador, 2                                               | 41° 55′ 48″ N, 2° 15′ 13″ E / 41.929897°N,2.253621°E | IPA-36358     | Edifici d'habitatges al carrer Bisbe Caçador, 2 (Vic) · Vegeu més fotos d'aquest monument · Carregueu una nova foto d'aquest monument                    |
| Casa Febrer                                                           | BCIL 2011    | XIX-XX                                                      | Vic C. del Canonge Collell, 9 - c. de les Carnisseries, 4       | 41° 55′ 48″ N, 2° 15′ 21″ E / 41.929950°N,2.255793°E | IPA-36360     | Casa Febrer (Vic) · Vegeu més fotos d'aquest monument · Carregueu una nova foto d'aquest monument                                                        |
| Casa del Baró de la Blava                                             | BCIL 2011    | Barroc, eclecticisme XVIII-XIX                              | Vic C. de la Ramada, 29 - c. Sant Miquel dels Sants, 27         | 41° 55′ 42″ N, 2° 15′ 16″ E / 41.928468°N,2.254318°E | IPA-36361     | Casa del Baró de la Blava (Vic) · Vegeu més fotos d'aquest monument · Carregueu una nova foto d'aquest monument                                          |
| Casal Arumí                                                           | BCIL 2011    | Barroc, eclecticisme XVIII-XIX, XX                          | Vic Pl. de la Pietat, 1                                         | 41° 55′ 44″ N, 2° 15′ 25″ E / 41.929002°N,2.257030°E | IPA-36362     | Casal Arumí (Vic) · Vegeu més fotos d'aquest monument · Carregueu una nova foto d'aquest monument                                                        |
| Casa Bayés                                                            | BCIL 2011    | Barroc, eclecticisme, noucentisme, modernisme XVIII-XIX, XX | Vic Pl. de la Catedral, 7                                       | 41° 55′ 42″ N, 2° 15′ 18″ E / 41.928452°N,2.254957°E | IPA-36363     | Casa Bayés (Vic) · Vegeu més fotos d'aquest monument · Carregueu una nova foto d'aquest monument                                                         |
| Casa Calderó                                                          | BCIL 2011    | Barroc, eclecticisme                                        | Vic C. de la Ramada, 8-10                                       | 41° 55′ 41″ N, 2° 15′ 11″ E / 41.928181°N,2.253104°E | IPA-36364     | Casa Calderó (Vic) · Vegeu més fotos d'aquest monument · Carregueu una nova foto d'aquest monument                                                       |
| Casa del Pont de Cabrianes                                            | BCIL 2011    | Neoclassicisme                                              | Vic C. del Vergós, 1-3                                          | 41° 55′ 43″ N, 2° 15′ 23″ E / 41.928522°N,2.256379°E | IPA-36366     | Casa del Pont de Cabrianes (Vic) · Vegeu més fotos d'aquest monument · Carregueu una nova foto d'aquest monument                                         |
| Casa Pratdesaba                                                       | BCIL 2011    | Eclecticisme XIX                                            | Vic C. de l'Escola, 12                                          | 41° 55′ 44″ N, 2° 15′ 19″ E / 41.928793°N,2.255177°E | IPA-36367     | Casa Pratdesaba (Vic) · Vegeu més fotos d'aquest monument · Carregueu una nova foto d'aquest monument                                                    |
| Edifici d'habitatges a la rambla Hospital, 31                         | BCIL 2011    | Eclecticisme XIX                                            | Vic Rbla. Hospital, 31                                          | 41° 55′ 42″ N, 2° 15′ 09″ E / 41.928199°N,2.252537°E | IPA-36368     | Edifici d'habitatges a la rambla Hospital, 31 (Vic) · Vegeu més fotos d'aquest monument · Carregueu una nova foto d'aquest monument                      |
| Casa Moreta                                                           | BCIL 2011    | Eclecticisme                                                | Vic C. de Sant Miquel dels Sants, 12                            | 41° 55′ 46″ N, 2° 15′ 16″ E / 41.929508°N,2.254429°E | IPA-36369     | Casa Moreta (Vic) · Vegeu més fotos d'aquest monument · Carregueu una nova foto d'aquest monument                                                        |
| Edifici d'habitatges a la plaça del Paradís, 4                        | BCIL 2011    | Eclecticisme XIX                                            | Vic Pl. del Paradís, 4                                          | 41° 55′ 47″ N, 2° 15′ 22″ E / 41.929632°N,2.256156°E | IPA-36370     | Edifici d'habitatges a la plaça del Paradís, 4 (Vic) · Vegeu més fotos d'aquest monument · Carregueu una nova foto d'aquest monument                     |
| Edifici d'habitatges al carrer de la Riera, 3                         | BCIL 2011    | Eclecticisme XIX                                            | Vic C. de la Riera, 3                                           | 41° 55′ 48″ N, 2° 15′ 14″ E / 41.929909°N,2.253790°E | IPA-36371     | Edifici d'habitatges al carrer de la Riera, 3 (Vic) · Vegeu més fotos d'aquest monument · Carregueu una nova foto d'aquest monument                      |
| Edifici a la rambla de l'Hospital, 13                                 | BCIL 2011    |                                                             | Vic Rbla. de l'Hospital, 13                                     | 41° 55′ 45″ N, 2° 15′ 09″ E / 41.929061°N,2.252582°E | IPA-36372     | Edifici a la rambla de l'Hospital, 13 (Vic) · Vegeu més fotos d'aquest monument · Carregueu una nova foto d'aquest monument                              |
| Edifici d'habitatges a la rambla de les Davallades, 10                | BCIL 2011    | Eclecticisme XIX                                            | Vic Rbla. de les Davallades, 10                                 | 41° 55′ 51″ N, 2° 15′ 12″ E / 41.930942°N,2.253452°E | IPA-36373     | Edifici d'habitatges a la rambla de les Davallades, 10 (Vic) · Vegeu més fotos d'aquest monument · Carregueu una nova foto d'aquest monument             |
| Casa Merinos                                                          | BCIL 2011    | Eclecticisme XIX                                            | Vic Pl. Major, 9                                                | 41° 55′ 49″ N, 2° 15′ 15″ E / 41.930144°N,2.254041°E | IPA-36374     | Casa Merinos (Vic) · Vegeu més fotos d'aquest monument · Carregueu una nova foto d'aquest monument                                                       |
| Casa Puigsec i Masferrer                                              | BCIL 2011    | Eclecticisme, historicisme XIX Final                        | Vic Pl. Miquel de Clariana, 5                                   | 41° 55′ 46″ N, 2° 15′ 29″ E / 41.929420°N,2.257944°E | IPA-36375     | Casa Puigsec i Masferrer (Vic) · Vegeu més fotos d'aquest monument · Carregueu una nova foto d'aquest monument                                           |
| Casa Costa                                                            | BCIL 2011    | Modernisme XX                                               | Vic Pl. Major, 13 - Rambla Davallades, 2                        | 41° 55′ 50″ N, 2° 15′ 14″ E / 41.930571°N,2.253823°E | IPA-36376     | Casa Costa (Vic) · Vegeu més fotos d'aquest monument · Carregueu una nova foto d'aquest monument                                                         |
| Casa Ricart                                                           | BCIL 2011    | Modernisme, eclecticisme XX                                 | Vic C. Santa Maria, 6                                           | 41° 55′ 40″ N, 2° 15′ 16″ E / 41.927646°N,2.254531°E | IPA-36378     | Casa Ricart (Vic) · Vegeu més fotos d'aquest monument · Carregueu una nova foto d'aquest monument                                                        |
| Casa Costa                                                            | BCIL 2011    |                                                             | Vic Rbla. de l'Hospital, 3 - c. Sant Josep, 1                   | 41° 55′ 48″ N, 2° 15′ 11″ E / 41.929919°N,2.253018°E | IPA-36379     | Casa Costa (Vic) · Vegeu més fotos d'aquest monument · Carregueu una nova foto d'aquest monument                                                         |
| Casa Cortina                                                          | BCIL 2011    | Modernisme XIX                                              | Vic Pl. Major, 6                                                | 41° 55′ 48″ N, 2° 15′ 15″ E / 41.930067°N,2.254262°E | IPA-36380     | Casa Cortina (Vic) · Vegeu més fotos d'aquest monument · Carregueu una nova foto d'aquest monument                                                       |
| Edifici d'habitatges al carrer dels Dolors, 7                         | BCIL 2011    | Barroc XVIII-XIX                                            | Vic C. dels Dolors, 7 - Pl. Santa Elisabet, 1                   | 41° 55′ 41″ N, 2° 15′ 22″ E / 41.927957°N,2.256186°E | IPA-36381     | Edifici d'habitatges al carrer dels Dolors, 7 (Vic) · Vegeu més fotos d'aquest monument · Carregueu una nova foto d'aquest monument                      |
| Edifici d'habitatges a la plaça de la Pietat, 8                       | BCIL 2011    | Barroc, eclecticisme XVIII-XIX                              | Vic Pl. de la Pietat, 8                                         | 41° 55′ 45″ N, 2° 15′ 23″ E / 41.929053°N,2.256417°E | IPA-36382     | Edifici d'habitatges a la plaça de la Pietat, 8 (Vic) · Vegeu més fotos d'aquest monument · Carregueu una nova foto d'aquest monument                    |
| Casal de la Mina                                                      | BCIL 2011    | Renaixement, barroc XVI-XVII                                | Vic Pl. de la Pietat, 3                                         | 41° 55′ 44″ N, 2° 15′ 24″ E / 41.928961°N,2.256789°E | IPA-36383     | Casal de la Mina (Vic) · Vegeu més fotos d'aquest monument · Carregueu una nova foto d'aquest monument                                                   |
| Casa Anita Colomer                                                    | BCIL 2011    | Modernisme XX                                               | Vic Pl. de la Catedral, 8 i 9                                   | 41° 55′ 42″ N, 2° 15′ 18″ E / 41.928438°N,2.255113°E | IPA-36388     | Casa Anita Colomer (Vic) · Vegeu més fotos d'aquest monument · Carregueu una nova foto d'aquest monument                                                 |
| Edifici d'habitatges al carrer de la Riera, 20                        | BCIL 2011    | Eclecticisme XIX                                            | Vic C. de la Riera, 20                                          | 41° 55′ 45″ N, 2° 15′ 12″ E / 41.929046°N,2.253397°E | IPA-36389     | Edifici d'habitatges al carrer de la Riera, 20 (Vic) · Vegeu més fotos d'aquest monument · Carregueu una nova foto d'aquest monument                     |
| Edifici d'habitatges a la rambla Passeig, 14                          | BCIL 2011    | XIX                                                         | Vic Rbla. Passeig, 14                                           | 41° 55′ 49″ N, 2° 15′ 22″ E / 41.930231°N,2.256156°E | IPA-36390     | Edifici d'habitatges a la rambla Passeig, 14 (Vic) · Vegeu més fotos d'aquest monument · Carregueu una nova foto d'aquest monument                       |
| Edifici d'habitatges a la plaça Major, 10                             | BCIL 2011    | Modernisme XVIII, XX                                        | Vic Pl. Major, 10                                               | 41° 55′ 48″ N, 2° 15′ 14″ E / 41.930109°N,2.253840°E | IPA-36392     | Edifici d'habitatges a la plaça Major, 10 (Vic) · Vegeu més fotos d'aquest monument · Carregueu una nova foto d'aquest monument                          |
| Edifici d'habitatges a la plaça del Paradís, 2                        | BCIL 2011    | Eclecticisme, modernisme XIX-XX                             | Vic Pl. del Paradís, 2                                          | 41° 55′ 47″ N, 2° 15′ 22″ E / 41.929713°N,2.256207°E | IPA-36393     | Edifici d'habitatges a la plaça del Paradís, 2 (Vic) · Vegeu més fotos d'aquest monument · Carregueu una nova foto d'aquest monument                     |
| Edifici d'habitatges al carrer de Cardona, 12                         | BCIL 2011    | Modernisme XIX                                              | Vic C. Cardona, 12                                              | 41° 55′ 46″ N, 2° 15′ 25″ E / 41.929473°N,2.256932°E | IPA-36395     | Edifici d'habitatges al carrer Cardona, 12 (Vic) · Vegeu més fotos d'aquest monument · Carregueu una nova foto d'aquest monument                         |
| Edifici d'habitatges al carrer del Progrés, 2                         | BCIL 2011    | Eclecticisme XX                                             | Vic C. del Progrés, 2                                           | 41° 55′ 47″ N, 2° 15′ 26″ E / 41.929631°N,2.257120°E | IPA-36396     | Edifici d'habitatges al carrer del Progrés, 2 (Vic) · Vegeu més fotos d'aquest monument · Carregueu una nova foto d'aquest monument                      |
| Edifici d'habitatges a la plaça Elisabet i rambla dels Montcada       | BCIL 2011    | XIX-XX                                                      | Vic Pl. Santa Elisabet - rbla. Montcada                         | 41° 55′ 40″ N, 2° 15′ 23″ E / 41.927850°N,2.256326°E | IPA-36399     | Edifici d'habitatges a la plaça Elisabet i rambla dels Montcada (Vic) · Vegeu més fotos d'aquest monument · Carregueu una nova foto d'aquest monument    |
| Casal dels Mont-rodon                                                 | BCIL 2011    | Obra popular XVIII, XIX, XX                                 | Vic Pl. Mont-rodon                                              | 41° 55′ 44″ N, 2° 15′ 24″ E / 41.928753°N,2.256719°E | IPA-36400     | Casal dels Mont-rodon (Vic) · Vegeu més fotos d'aquest monument · Carregueu una nova foto d'aquest monument                                              |
| Edifici d'habitatges al carrer Sant Sadurní, 2                        | BCIL 2011    | Eclecticisme XIX                                            | Vic C. Sant Sadurní, 2                                          | 41° 55′ 46″ N, 2° 15′ 22″ E / 41.929536°N,2.256219°E | IPA-36401     | Edifici d'habitatges al carrer Sant Sadurní, 2 (Vic) · Vegeu més fotos d'aquest monument · Carregueu una nova foto d'aquest monument                     |
| Edifici d'habitatges al carrer Call Nou, 8                            | BCIL 2011    | Obra popular XVIII, XIX, XX                                 | Vic C. Call Nou, 8                                              | 41° 55′ 44″ N, 2° 15′ 10″ E / 41.929017°N,2.252817°E | IPA-36403     | Edifici d'habitatges al carrer Call Nou, 8 (Vic) · Vegeu més fotos d'aquest monument · Carregueu una nova foto d'aquest monument                         |
| Edifici d'habitatges al carrer Sant Miquel Arcàngel                   | BCIL 2011    | Eclecticisme XIX                                            | Vic C. Sant Miquel Arcàngel - pl. de la Pietat                  | 41° 55′ 44″ N, 2° 15′ 23″ E / 41.928844°N,2.256396°E | IPA-36404     | Edifici d'habitatges al carrer Sant Miquel Arcàngel (Vic) · Vegeu més fotos d'aquest monument · Carregueu una nova foto d'aquest monument                |
| Restes arquitectòniques dels habitatges a la plaça Major, 38-39-40    | BCIL 2011    |                                                             | Vic Pl. Major, 38-39-40                                         | 41° 55′ 49″ N, 2° 15′ 17″ E / 41.930291°N,2.254826°E | IPA-36419     | Restes arquitectòniques dels habitatges a la plaça Major, 38-39-40 (Vic) · Vegeu més fotos d'aquest monument · Carregueu una nova foto d'aquest monument |
| Restes arquitectòniques de l'habitatge al carrer Riera, 13            | BCIL 2011    |                                                             | Vic C. Riera, 13                                                | 41° 55′ 47″ N, 2° 15′ 13″ E / 41.929600°N,2.253697°E | IPA-36420     | Restes arquitectòniques de l'habitatge al carrer Riera, 13 (Vic) · Vegeu més fotos d'aquest monument · Carregueu una nova foto d'aquest monument         |
| Portals adovellats de l'habitatge al carrer del Call Nou, 1           | BCIL 2011    |                                                             | Vic C. del Call Nou, 11                                         | 41° 55′ 45″ N, 2° 15′ 10″ E / 41.929032°N,2.252885°E | IPA-36421     | Portals adovellats de l'habitatge al carrer del Call Nou, 1 (Vic) · Vegeu més fotos d'aquest monument · Carregueu una nova foto d'aquest monument        |
| Finestres de l'habitatge a la plaça de la Catedral, 5                 | BCIL 2011    |                                                             | Vic Pl. de la Catedral, 5                                       | 41° 55′ 42″ N, 2° 15′ 17″ E / 41.92834°N,2.25476°E   | IPA-36422     | Finestres de l'habitatge a la plaça de la Catedral, 5 (Vic) · Vegeu més fotos d'aquest monument · Carregueu una nova foto d'aquest monument              |
| Edifici d'habitatges al carrer de les Basses, 5                       | BCIL 2011    | Obra popular XVIII, XIX, XX                                 | Vic C. de les Basses, 5                                         | 41° 55′ 42″ N, 2° 15′ 13″ E / 41.928465°N,2.253586°E | IPA-36424     | Edifici d'habitatges al carrer de les Basses, 5 (Vic) · Vegeu més fotos d'aquest monument · Carregueu una nova foto d'aquest monument                    |
| Església dels Dolors                                                  | BCIL 2011    | Barroc XVIII                                                | Vic C. dels Dolors, 1-7                                         | 41° 55′ 42″ N, 2° 15′ 22″ E / 41.928219°N,2.256197°E | IPA-39774     | Església dels Dolors (Vic) · Vegeu més fotos d'aquest monument · Carregueu una nova foto d'aquest monument                                               |
| Casa Abadal                                                           | BCIL 2011    | Modernisme XX                                               | Vic Rbla. Hospital, 9 - c. Sant Just                            | 41° 55′ 46″ N, 2° 15′ 10″ E / 41.929444°N,2.252762°E | IPA-41943     | Casa Abadal (Vic) · Vegeu més fotos d'aquest monument · Carregueu una nova foto d'aquest monument                                                        |
| Edifici d'habitatges a la plaça de la Catedral, 6                     | BCIL 2011    | Eclecticisme XIX                                            | Vic Pl de la Catedral, 6 - c. Ramada, 26                        | 41° 55′ 42″ N, 2° 15′ 17″ E / 41.92841°N,2.25477°E   | IPA-43535     | Edifici d'habitatges a la plaça de la Catedral, 6 (Vic) · Vegeu més fotos d'aquest monument · Carregueu una nova foto d'aquest monument                  |
| Finestres de l'habitatge a la plaça de la Catedral, 2                 | BCIL 2011    | Eclecticisme XIX                                            | Vic Pl de la Catedral, 2                                        | 41° 55′ 41″ N, 2° 15′ 17″ E / 41.92801°N,2.25476°E   | IPA-43541     | Finestres de l'habitatge a la plaça de la Catedral, 2 (Vic) · Vegeu més fotos d'aquest monument · Carregueu una nova foto d'aquest monument              |
| Façana de l'habitatge al carrer Albergueria, 5                        | BCIL 2011    |                                                             | Vic C. Albergueria, 5                                           | 41° 55′ 41″ N, 2° 15′ 21″ E / 41.92795°N,2.25596°E   | IPA-43542     | Façana de l'habitatge al carrer Albergueria, 5 (Vic) · Vegeu més fotos d'aquest monument · Carregueu una nova foto d'aquest monument                     |
| Façana de l'habitatge al carrer Cardona, 7                            | BCIL 2011    |                                                             | Vic C. Cardona, 7                                               | 41° 55′ 46″ N, 2° 15′ 24″ E / 41.92957°N,2.25664°E   | IPA-43544     | Façana de l'habitatge al carrer Cardona, 7 (Vic) · Vegeu més fotos d'aquest monument · Carregueu una nova foto d'aquest monument                         |
| Restes arquitectòniques en la rambla del Bisbat                       | BCIL 2011    |                                                             | Vic Rbla. del Bisbat                                            | 41° 55′ 40″ N, 2° 15′ 21″ E / 41.927715°N,2.255842°E | IPA-43545     | Restes arquitectòniques en la rambla del Bisbat (Vic) · Vegeu més fotos d'aquest monument · Carregueu una nova foto d'aquest monument                    |
| Restes arquitectòniques al carrer Corretgers, 5                       | BCIL 2011    |                                                             | Vic C. Corretgers, 5                                            | 41° 55′ 44″ N, 2° 15′ 22″ E / 41.92896°N,2.25607°E   | IPA-43546     | Restes arquitectòniques al carrer Corretgers, 5 (Vic) · Vegeu més fotos d'aquest monument · Carregueu una nova foto d'aquest monument                    |
| Mur al carrer Sant Sadurní                                            | BCIL 2011    |                                                             | Vic C. Sant Sadurní                                             | 41° 55′ 45″ N, 2° 15′ 23″ E / 41.929223°N,2.256464°E | IPA-43547     | Mur al carrer Sant Sadurní (Vic) · Vegeu més fotos d'aquest monument · Carregueu una nova foto d'aquest monument                                         |
| Mur al carrer Call Nou, 13                                            | BCIL 2011    |                                                             | Vic C. Call Nou, 13                                             | 41° 55′ 44″ N, 2° 15′ 10″ E / 41.928926°N,2.252832°E | IPA-43548     | Mur al carrer Call Nou, 13 (Vic) · Vegeu més fotos d'aquest monument · Carregueu una nova foto d'aquest monument                                         |
| Restes del mur Universitat Literària                                  | BCIL 2011    |                                                             | Vic C. Escola, 14                                               | 41° 55′ 43″ N, 2° 15′ 19″ E / 41.928607°N,2.255194°E | IPA-43549     | Restes del mur Universitat Literària (Vic) · Vegeu més fotos d'aquest monument · Carregueu una nova foto d'aquest monument                               |
| Mur al carrer dels Arcs                                               | BCIL 2011    |                                                             | Vic C. dels Arcs                                                | 41° 55′ 43″ N, 2° 15′ 11″ E / 41.928634°N,2.252959°E | IPA-43550     | Mur al carrer dels Arcs (Vic) · Vegeu més fotos d'aquest monument · Carregueu una nova foto d'aquest monument                                            |
| Mur al carrer de la Mare de Déu dels Àngels                           | BCIL 2011    |                                                             | Vic C. Mare de Déu dels Àngels                                  | 41° 55′ 43″ N, 2° 15′ 26″ E / 41.928742°N,2.257258°E | IPA-43551     | Mur al carrer de la Mare de Déu dels Àngels (Vic) · Vegeu més fotos d'aquest monument · Carregueu una nova foto d'aquest monument                        |
| Mur a la plaça Mont-rodon                                             | BCIL 2011    |                                                             | Vic Pl. de Mont-rodon                                           | 41° 55′ 44″ N, 2° 15′ 24″ E / 41.92875°N,2.25671°E   | IPA-43552     | Mur a la plaça Mont-rodon (Vic) · Vegeu més fotos d'aquest monument · Carregueu una nova foto d'aquest monument                                          |
| Mur a la plaça de Malla                                               | BCIL 2011    |                                                             | Vic Pl. de Malla                                                | 41° 55′ 43″ N, 2° 15′ 24″ E / 41.928658°N,2.256603°E | IPA-43553     | Mur a la plaça de Malla (Vic) · Vegeu més fotos d'aquest monument · Carregueu una nova foto d'aquest monument                                            |
| Façana al carrer de la Riera, 19                                      | BCIL 2011    |                                                             | Vic C. de la Riera, 19                                          | 41° 55′ 46″ N, 2° 15′ 13″ E / 41.92934°N,2.25357°E   | IPA-43554     | Façana al carrer de la Riera, 19 (Vic) · Vegeu més fotos d'aquest monument · Carregueu una nova foto d'aquest monument                                   |
| Casal Erasme de Montserrat                                            | BCIL 2011    |                                                             | Vic Pl. de la Pietat, 6 - c. Sant Miquel Arcàngel               | 41° 55′ 44″ N, 2° 15′ 23″ E / 41.92889°N,2.25632°E   | IPA-43555     | Casal Erasme de Montserrat (Vic) · Vegeu més fotos d'aquest monument · Carregueu una nova foto d'aquest monument                                         |
| Font del carrer Pare Xifré                                            | BCIL 2011    |                                                             | Vic C. Pare Xifré                                               | 41° 55′ 45″ N, 2° 15′ 25″ E / 41.929295°N,2.256981°E | IPA-43556     | Font del carrer Pare Xifré (Vic) · Vegeu més fotos d'aquest monument · Carregueu una nova foto d'aquest monument                                         |
| Font de Santa Maria                                                   | BCIL 2011    |                                                             | Vic Pl. del Bisbe Oliba                                         | 41° 55′ 42″ N, 2° 15′ 20″ E / 41.928339°N,2.255472°E | IPA-43557     | Font de Santa Maria (Vic) · Vegeu més fotos d'aquest monument · Carregueu una nova foto d'aquest monument                                                |
| Font de la plaça del Pes                                              | BCIL 2011    |                                                             | Vic Pl. del Pes                                                 | 41° 55′ 48″ N, 2° 15′ 19″ E / 41.930010°N,2.255318°E | IPA-43558     | Font de la plaça del Pes (Vic) · Vegeu més fotos d'aquest monument · Carregueu una nova foto d'aquest monument                                           |
| Seu del Col·legi d'Arquitectes a Osona                                |              |                                                             | Vic Pl. del Bisbe Oliba, 2                                      | 41° 55′ 43″ N, 2° 15′ 19″ E / 41.92866°N,2.25538°E   | IPA-46290     | Seu del Col·legi d'Arquitectes a Osona (Vic) · Vegeu més fotos d'aquest monument · Carregueu una nova foto d'aquest monument                             |